# Fox Creek Township
Fox Creek Township est un township du comté de Harrison dans le Missouri, aux États-Unis,.